# Skărbino, Kărdjali
Skărbino (în bulgară Скърбино) este un sat în comuna Kărdjali, regiunea Kărdjali,  Bulgaria. 

## Demografie
Componența etnică a satului Skărbino
     Turci (97,45%)
     Bulgari (2,54%)
     Nicio identificare (0%)
     Altele (0%)
La recensământul din 2011, populația satului Skărbino era de 118 locuitori. Din punct de vedere etnic, majoritatea locuitorilor (97,45%) erau turci, cu o minoritate de bulgari (2,54%). Pentru 0,0% din locuitori nu este cunoscută apartenența etnică.